# Manifest z Ventotene
Manifest z Ventotene (italsky Manifesto di Ventotene) s podtitulem Směrem ke svobodné a sjednocené Evropě byl manifest napsaný Altiero Spinellim, Ernesto Rossim a Eugeniem Colornim během jejich věznění na italském ostrově Ventotene během 2. světové války. Dokončen byl v červnu roku 1941. Je považován za předchůdce procesu Evropské integrace. Na svou dobu byl velmi radikální, ostře se staví proti minulému selhání státu v ochraně před německou agresí a zdůrazňuje potřebu vytvoření evropské federace pro řešení všech zásadních politických problémů, kterým tehdejší Evropa čelila. Začal kolovat v italském protifašistickém odboji a v roce 1943 se stal programem Evropského federalistického hnutí (Movimento Federalista Europeo). Manifest vyzývá k federaci evropských států pro těsné spojení států Evropy, aby se zabránilo válce.
Text předjímá překonání byrokratických překážek při překračování hranic, volný pohyb osob, soudní i právní spolupráce a další spojené s vytvářením sjednocené oblasti svobody - sjednocené Evropy. I když manifest neobsahuje explicitní zmínku o spravedlnosti, myšlenky v něm obsažené mohou poskytovat odpovědi na aktuální otázky ohledně svobodné Evropy a její budoucnosti.  Za jediné správné řešení budoucnosti Evropy považuje federalismus a k možnosti kritické reflexe stávajících státních struktur se staví skepticky.

## Evropské dědictví
Přestože byl sepsán a propagován v Itálii, definuje sjednocení celé Evropy ve federálním směru a obhajuje jeho ideály. Dal základy Evropskému federalismu a Unii Evropských federalistů. Právě proto, že měl dopad nejen na Itálii, ale i na celou Evropu, byl umístěn roku 2021 na seznam Evropského dědictví.